# ミッキーマウス 伝説の王国
『ミッキーマウス 伝説の王国』（ミッキーマウス でんせつのおうこく）は、1995年に日本のセガから発売されたゲームギア用横スクロールアクションゲームである。日本国外では『Legend of Illusion starring Mickey Mouse』のタイトルで発売された。

## シリーズ作品
- アイラブミッキーマウス ふしぎのお城大冒険
- アイラブドナルドダック グルジア王の秘宝
- アイラブミッキー&ドナルド ふしぎなマジックボックス（英語版）
- ミッキーマウスのキャッスル・イリュージョン ※ゲームギア
- ミッキーマウスの魔法のクリスタル（英語版） ※ゲームギア
- ドナルドダックのラッキーダイム（英語版） ※ゲームギア
- ドナルドダックの4つの秘宝（英語版） ※ゲームギア